# قزیمچک-قره‌قاش
قزیمچک-قره‌قاش (به لاتین: Kyzymchek-Karakash) یک منطقهٔ مسکونی در قرقیزستان است که در استان اوش واقع شده‌است. قزیمچک-قره‌قاش ۱٬۸۵۶ متر بالاتر از سطح دریا واقع شده‌است.